# Taschkorgan-Reservat
Das Taschkorgan-Reservat liegt im Westen Chinas im Pamir-Karakorum-Gebiet im Uigurischen Autonomen Gebiet  Xinjiang. Es wurde im Jahr 1984 vor allem zum Schutz des seltenen Pamir-Argali eingerichtet und erstreckt sich über 14.000 km² Hochgebirge.

## Geographie und Vegetation
Das Reservat liegt im Grenzbereich Chinas zu Afghanistan, Tadschikistan und Pakistan. Die Hälfte der Fläche liegt oberhalb von 4500 m und umschließt die Nordflanke des Karakorumgebirges, den westlichsten Ausläufer des Kunlun sowie den östlichen Rand des Pamirgebirges. Im Süden grenzt der 2200 km² große Khunjerab-Nationalpark Pakistans an das Schutzgebiet. Seit den späten 1960er Jahren verbindet der Karakorum Highway China und Pakistan über den Khunjerab-Pass. Weite Gebiete des Schutzgebietes sind zu trocken oder zu kalt um das Wachstum üppiger Vegetation zu gewährleisten. Die einzigen Bäume, die in einigen niedrigen Tälern unterhalb von 3400 m wachsen, sind Weiden, Tamarisken, Pappeln und Birken. Nur wenige Bäume erreichen eine Höhe von 10 m. Die obere Vegetationsgrenze liegt bei etwa 4400 m.

## Tierwelt
Im Taschkorgan-Reservat kommen drei wildlebende Huftierarten vor. Darunter ist das Marco-Polo-Argali am meisten bedroht. Im Reservat lebten in den 1980er Jahren nur noch etwa 150 dieser großen Wildschafe. Heute haben sich die Bestände auf über 1000 Tiere erholt. Die beiden anderen Huftierarten des Reservats sind der Sibirische Steinbock und das Blauschaf, wobei beide Arten nur in wenigen Arealen nebeneinander vorkommen. Ursprünglich kam auch der Kiang in Taschkorgan vor, doch sind die Einhufer mittlerweile ausgestorben. Die Huftiere bieten mehreren großen Räubern, wie Schneeleoparden, Wölfen und Braunbären Nahrung. Im Reservat leben etwa 7.750 Menschen und 70.000 Nutztiere, die die Landschaft durch starke Beweidung stark beeinflussen.